# Glyf

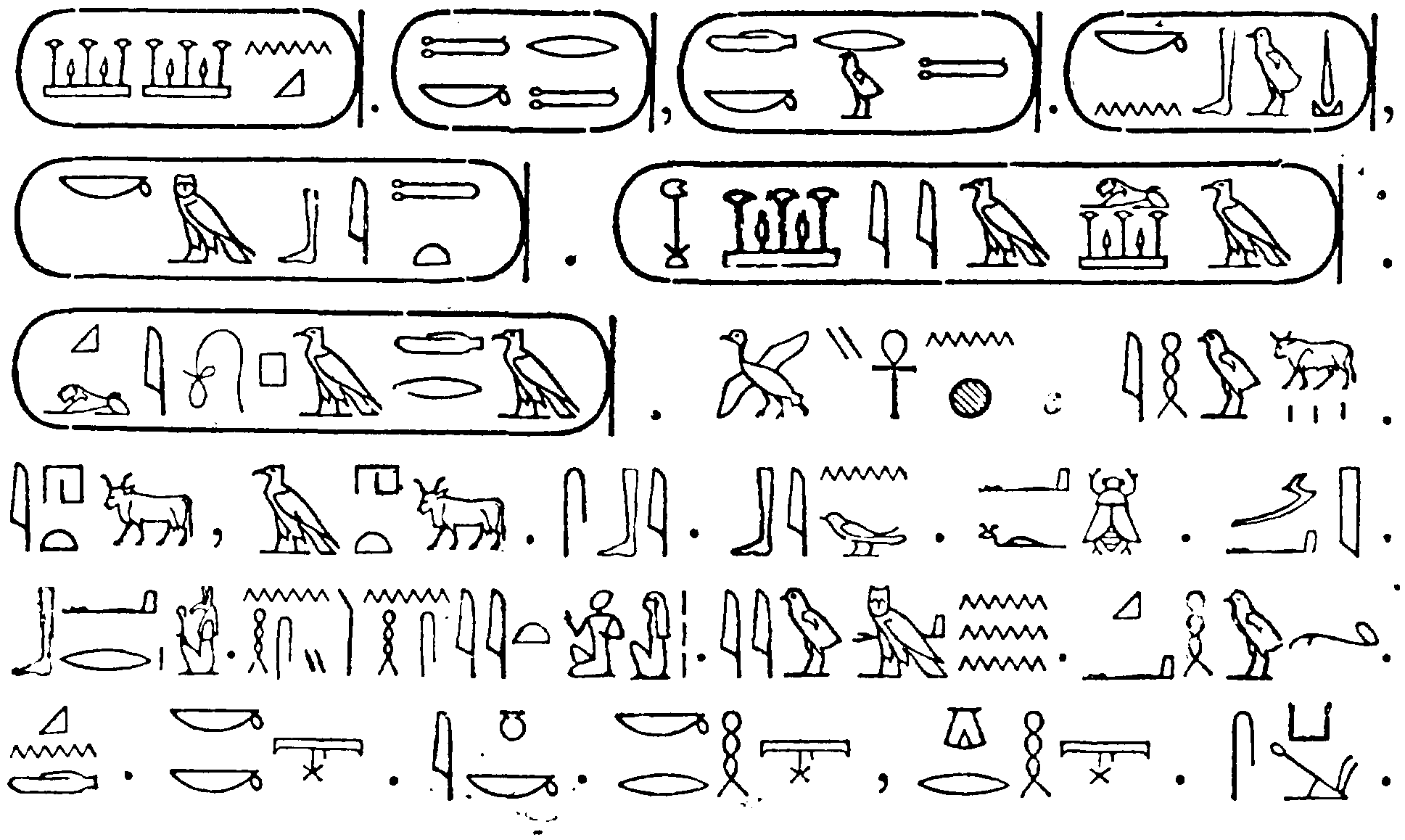
Fornegyptiska hieroglyfer; de inom ram, så kallade kartescher, håller regentnamn.

Glyf (av klassisk grekiska: γλύφειν, glýfein, ”ristning”), teckenbild eller mynd är den synliga eller bildmässiga framställningen av ett skrivtecken. Glyfen är alltså en form som förknippas med ett abstrakt tecken.
Samma tecken kan representeras av flera glyfer. Teckenbilderna a respektive a är exempelvis två glyfer som representerar samma tecken.

## Lingvistik
I lingvistiska sammanhang motsvaras glyfen av allografen och tecknet av grafemet.

## Arkeologi

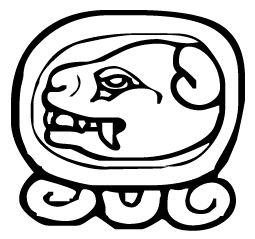
Maya-glyf för dag 10 enligt mayakalenderns tzolkin.

Inom arkeologi är en glyf en skriftlig symbol som står för ett ljud, ett ord, en idé eller som på annat sätt förmedlar information. En glyf kan vara ett piktogram eller ett ideogram, del av ett skriftsystem och kan som sådant representera en stavelse eller ett logogram.